# Torre de Santa Ana (Alcalá la Real)
Torre de Santa Ana es el nombre de una construcción (torre defensiva o atalaya cristina) situada en la localidad Santa Ana (englobada en el municipio de Alcalá la Real), en la comarca de Sierra Sur, en la provincia de Jaén (España).

## Historia
Durante la época islámica, en la que Alcalá la Real fue una importante ciudad fortificada de Al-Ándalus. Tras la ocupación en 1213 del rey Alfonso VIII de Castilla, las luchas entre Al-Ándalus y reino de Castillas son continuas, hasta que Fernando III de Castilla y Alfonso X de Castilla la conquistaron, pero siendo perdida posteriormente. La toma definitiva en el año 1340 por Alfonso XI de Castilla, quedando a puertas del Reino de Granada, siendo siglo y medio después cuando los Reyes Católicos partieron de Alcalá para la conquista de la capital nazarí, con su conquista en 1492.
Esta torre data de esa época.

## Protección
- 1949 - Bajo la Protección de la Declaración genérica del "Decreto de 22 de abril de 1949",
- 1985 - Bajo la Protección de la "Ley 16/1985" sobre el Patrimonio Histórico Español.
- 1993 - Bajo la Protección de la "Junta de Andalucía" con el reconocimiento especial a los castillos de la Comunidad Autónoma de Andalucía.